# Supernowa typu Iax
Supernowa typu Iax – słabsza odmiana supernowej typu Ia. Supernowe typu Iax są spektroskopowo bardzo podobne do typu Ia, ale mają inną krzywą blasku i są znacznie słabsze (energia wyzwolona w ich wybuchu jest dziesięć do stu razy mniejsza), z tego powodu nazywane są „mini-supernowymi”. Pierwszą supernową zaklasyfikowaną jako typ Iax została SN 2002cx, która wcześniej była uważana za najbardziej niezwykłą i nietypową supernową typu Ia.

## Powstawanie
Supernowe typu Iax powstają najprawdopodobniej w ciasnych systemach podwójnych składających się z białego karła i towarzyszącej mu gwiazdy, która odrzuciła zewnętrzną powłokę odsłaniając helowe wnętrze. Dokładny mechanizm powstawania wybuchu nie jest jeszcze znany. Możliwe jest, że najpierw zapala się zewnętrzna powłoka helu, która została ściągnięta na białego karła w procesie akrecji i powstała w taki sposób fala uderzeniowa zapoczątkowuje eksplozję. Możliwe jest także, że zewnętrzna powłoka helowa podnosi ciśnienie wnętrza białego karła, gdzie zapoczątkowuje się reakcja termojądrowa.

## Charakterystyka
Wybuchy typu Iax są od dziesięciu do stu razy słabsze od wybuchów Ia; mają znacznie mniejszą jasność od wybuchów Ia, ich jasność maksymalna mieści się w zakresie -14,2 ≥ M ≥ 18,9m; rozprzestrzeniają się znacznie powolniej, 2000 ≤ |v| ≤ 8000 km/s. Szacuje się, że na każde sto wybuchów typu Ia dochodzi do 31+17−13 wybuchów typu Iax.

## Znane supernowe Iax
Jako pierwszych dwadzieścia pięć supernowych tego typu sklasyfikowano następujące supernowe: SN 1991bj, SN 1999ax, SN 2002bp,
SN 2002cx, SN 2003gq, SN 2004cs, SN 2004gw, SN 2005P, SN 2005cc, SN 2005hk, SN 2006hn, SN 2007J, SN 2007ie, SN 2007qd, SN 2008A, SN 2008ae, SN 2008ge, SN 2008ha, SN 2009J, SN 2009ku, SN 2010ae, SN 2010el, SN 2011ay, SN 2011ce i SN 2012Z.